# أق قباق عليا
أق قباق عليا هي قرية في مقاطعة بارس أباد، إيران. عدد سكان هذه القرية هو 196 في سنة 2006.